# مکمل‌های آنتی‌اکسیدانی
مکمل‌های آنتی‌اکسیدانی محصولاتی در دسترس می‌باشند که از ترکیب دو یا چند نوع از آنتی‌اکسیدان‌های مهم به دست می‌آیند. امروزه پیدا کردن فرمولی که میزان متعادلی از آنتی‌اکسیدان‌های متعدد را در اختیار قرار دهد، کار آسانی است. اما بیشتر اوقات استفاده از یک مکمل ترکیبی مناسب‌تر از مصرف بسیاری از فراورده‌ها به‌طور جداگانه می‌باشد. آنتی‌اکسیدان‌ها گروهی از ویتامینها، عناصر معدنی و آنزیمها هستند که از تشکیل رادیکالهای آزاد در بدن جلوگیری می‌کنند. رادیکالهای آزاد، اتمها یا گروهی از اتم‌ها هستند که می‌توانند به سلولها آسیب برسانند، دستگاه دفاعی بدن را ضعیف نمایند و باعث بروز بیماری‌های حاد ویروسی و عفونی مانند بیماری قلبی و سرطان گردند. دانشمندان تصور می‌کنند که صدمات ناشی از رادیکالهای آزاد، علت اصلی روند پیری می‌باشد.

## عملکرد
تعدادی از رادیکالهای آزاد شناخته شده‌اند و در بدن یافت می‌شوند، که شامل سوپر اکسید، رادیکالهای هیدروکسی، پراکسید هیدروژن، انواع پر اکسیدهای لیپید، رادیکالهای هیپوکلریت، اکسید نیتریک و اکسیژن یک تایی می‌باشند. قرار گرفتن در معرض اشعه و ترکیبات شیمیایی سمی نظیر مواد موجود در دود سیگار، بیش از اندازه در معرض تابش اشعه خورشید قرار داشتن، یا فرایندهای متابولیکی گوناگون، مانند فرایند تجزیه مولکولهای چربی ذخیره شده و استفاده از آن‌ها به عنوان منبع انرژی، می‌تواند باعث تشکیل رادیکالهای آزاد گردد. سرکوبگرهای رادیکال آزاد که به‌طور طبیعی در بدن وجود دارند، معمولاً فعالیت رادیکالهای آزاد را متوقف می‌کنند. این سرکوبگرها رادیکالهای آزاد را خنثی می‌سازند. آنزیمهای بخصوصی این نقش حیاتی را بر عهده دارند. چهار آنزیم مهمی که رادیکالهای آزاد را خنثی می‌کنند، عبارتند از: سوپر اکسید دیسموتاز (SOD)، متیونین ردوکتاز، کاتالاز و گلوتاتیون پر اکسیداز. در حقیقت، بدن این آنزیمها را می‌سازد. علاوه بر این، گروهی از مواد مغذی وجود دارند که همانند آنتی‌اکسیدان‌ها عمل می‌کنند، که شامل ویتامین A، بتا- کاروتن، ویتامینهای C و E و سلنیم معدنی می‌باشد. هورمون ملاتونین، آنتی‌اکسیدان دیگری است که خنثی‌کننده‌ای قوی برای رادیکالهای آزاد به‌شمار می‌آید. گیاهان دارویی بخصوصی نیز از خواص آنتی‌اکسیدانی برخوردارند.
هر چند بسیاری از آنتی‌اکسیدان‌ها را می‌توان از طریق منابع غذایی نظیر غلات جوانه زده و میوه‌ها و سبزیهای تازه به دست آورد، اما دریافت مقدار کافی آنتی‌اکسیدان از این منابع به منظور جلوگیری از تولید بی‌وقفه رادیکالهای آزاد در محیط آلوده، کار دشواری است. با مصرف مکملهای مواد مغذی اصلی، می‌توان صدمات ناشی از رادیکالهای آزاد را به حداقل رساند. به نظر می‌رسد که مصرف مقدار زیادی مواد مغذّی حاوی آنتی‌اکسیدان، از بدن- به خصوص در برابر سرطان- محافظت می‌کند.

## اسید آلفا- لیپوئیک
اسید آلفا- لیپوئیک با تشدید و فعالیت آنتی‌اکسیدانی ویتامینهای E, C و گلوتاتیون به خنثی‌سازی تأثیرات رادیکالهای آزاد بر بدن کمک می‌نماید. فایده دیگر این ماده مغذی، تضمین نقش اصلی دو آنزیم مهمی است که غذا را به انرژی تبدیل می‌کنند.

## گیاه قره قاط
گیاه قره قاط، آنتی‌اکسیدانی قوی است که دیواره‌های مویرگی را محکم و قابل انعطاف نگه می‌دارد. این گیاه همچنین به حفظ انعطاف‌پذیری دیواره‌های گلبول‌های قرمز خون کمک می‌کند و باعث می‌شود که گلبول‌ها بهتر از میان مویرگها عبور کنند. به علاوه، این گیاه از ساختار کلاژن محافظت و آن را تقویت می‌کند، از رشد باکتریها جلوگیری نموده، به عنوان ماده ضد التهاب عمل می‌نماید و دارای اثرات ضد پیری و ضد سرطانی است.

## کوآنزیم Q10
کوآنزیم Q10، آنتی‌اکسیدانی است که به ویتامین E شباهت دارد. این ماده نقشی بسیار مهم در تولید انرژی سلولی دارد. از نظر ایمنی‌شناسی ماده تحریک‌کننده مهمی است، جریان خون را افزایش می‌دهد، از اثرات ضد پیری برخوردار است و برای سیستم قلبی- عروقی مفید می‌باشد.

## سیستئین
این اسید آمینه گوگرد دار، برای تولید گلوتاتیون که نابودکننده رادیکالهای آزاد می‌باشد، لازم است. کبد و لنفوسیتها برای از بین بردن سموم مواد شیمیایی و مواد سمی دیگر، از این اسید آمینه استفاده می‌کنند. سیستئین برطرف‌کننده قوی سمومِ الکل، دود تنباکو و مواد آلوده‌کننده محیط زیست می‌باشد که همه آن‌ها جزء بازدارنده‌های دستگاه دفاعی بدن به‌شمار می‌روند. مصرف -L سیستئین تکمیلی، می‌تواند میزان آنزیمهای محافظ بدن را افزایش دهد و بدین نحو برخی از آسیبهای سلولی را که از ویژگی‌های دوران پیری می‌باشد، کاهش می‌دهد.

## ژنکو (درخت معبد)
درخت معبد آنتی‌اکسیدانی قوی است که به دلیل توانایی آن در افزایش جریان خون معروف می‌باشد. عامل آنتی‌اُکسیدان این گیاه حتی از میان باریک‌ترین رگها عبور می‌کند و عمل اکسیژن‌رسانی را به قلب، مغز و سایر اعضای بدن افزایش می‌دهد. این گیاه به فعالیت‌های ذهنی کمک می‌کند و برای تسکین دردهای عضلانی مفید می‌باشد. علاوه بر این، میزان فشار خون را پایین می‌آورد، از لخته شدن خون جلوگیری می‌کند و از خواص ضد پیری برخوردار است.

## گلوتاتیون
گلوتاتیون پروتئینی است که از اسیدهای آمینه سیستئین، اسید گلوتامیک و گلیسین در کبد تولید می‌شود. این ماده آنتی‌اکسیدانی قوی است که از تشکیل رادیکالهای آزاد جلوگیری می‌کند و در برابر آسیبهای سلولی مربوط به رادیکالهای آزاد از بدن محافظت می‌نماید. گلوتاتیون در مقابل صدمات ناشی از دود سیگار، قرار گرفتن در معرض اشعه، شیمی درمانی غده‌های سرطانی و سمومی نظیر الکل، از بدن حمایت می‌کند. گلوتاتیون به عنوان ماده برطرف‌کننده سموم فلزات سنگین و داروها، برای درمان اختلالهای خونی و کبد مؤثر می‌باشد. گلوتاتیون با روش‌های مختلفی از سلول‌ها محافظت می‌کند. پیش از این که مولکولهای اکسیژن به سلول‌ها آسیب برسانند، آن‌ها را خنثی می‌کند. گلوتاتیون به همراه سلنیم، آنزیم گلوتاتیون پراکسیداز را تشکیل می‌دهد که پراکسید هیدروژن را بی‌اثر می‌کند. این اسید آمینه جزئی از آنزیم آنتی‌اُکسیدان دیگری به نام گلوتاتیون- S- ترانسفراز می‌باشد که این آنزیم طیف وسیعی از کبد را سم زدایی می‌کند. گلوتاتیون نه تنها سلول‌های خاص، بلکه بافت سرخرگها، مغز، قلب، سلول‌های دفاعی، کلیه‌ها، عدسی چشمها، کبد، ششها و پوست را از صدمات ناشی از عوامل اکسیدکننده (اکسنده‌ها) محافظت می‌کند. این اسید در پیشگیری از سرطان- به خصوص سرطان کبد- نقش دارد و از خواص ضد پیری نیز برخوردار است. گلوتاتیون را می‌توان به صورت تکمیلی نیز مصرف کرد. با مصرف -N استیل سیستئین تکمیلی یا -L سیستئین به همراه -L متیونین، تولید گلوتاتیون به وسیله بدن افزایش می‌یابد.
تحقیقات نشان داده‌است که این روش برای بالا بردن سطح گلوتاتیون، از مصرف گلوتاتیون به تنهایی بهتر می‌باشد.

## چای سبز
چای سبز حاوی ترکیبات متعددی، از جمله کاتچین فلاوونوئید است که دارای خاصیت آنتی‌اکسیدانی می‌باشد و میزان سلامتی را افزایش می‌دهد. این گیاه از ابتلا به سرطان جلوگیری می‌کند، مقدار کلسترول را پایین می‌آورد و از لخته شدن خون جلوگیری می‌کند. به نظر می‌رسد که این گیاه وسیله‌ای کمکی برای کاهش وزن بدن می‌باشد و به سوختن چربی کمک کرده، میزان قند و انسولین خون را تنظیم می‌نماید. چای سیاه برای انجام این کارها مؤثر نیست، زیرا در هنگام فرآوری، ترکیبات با ارزش آن از بین می‌رود.

## ملاتونین
در میان جدیدترین آنتی‌اکسیدان‌هایی که کشف شده‌اند، هورمون ملاتونین کارآمدترین سرکوبگر رادیکال آزاد به حساب می‌آید. در حالی که بیشتر آنتی‌اکسیدان‌ها تنها در قسمت‌های معینی از سلول‌های خاص فعالیت می‌کنند، ملاتونین می‌تواند به هر سلولی در هر نقطه از بدن نفوذ کند. با توجه به آزمایش‌های انجام گرفته بر روی حیوانات، محققان به این نتیجه رسیده‌اند که ملاتونین از بروز حملات غیرمعمول در بافتها جلوگیری می‌کند. ملاتونین در درون سلول، از هسته سلول- ساختمان مرکزی که حاوی مولکول DNA می‌باشد- به‌طور کامل محافظت می‌کند. بدین ترتیب، ملاتونین از ساختاری حفاظت می‌کند که سلول آسیب دیده را قادر می‌سازد تا خود را بازسازی نماید. ملاتونین باعث تحریک آنتی‌اکسیدان دیگری به نام گلوتاتیون پراکسیداز می‌شود.

## پروآنتوسیانیدین‌های اولیگومریک (OPCs)
پروآنتوسیانیدین‌های اولیگومریک موادی هستند که به‌طور طبیعی وجود دارند و در انواع غذاها و منابع گیاهی یافت می‌شوند. آن‌ها فلاونول‌های بی‌نظیری هستند که از قابلیتهای آنتی‌اکسیدانی قوی و دستیابی حیاتی فوق‌العاده‌ای برخوردارند. آزمایش‌های بالینی نشان می‌دهد که پروآنتوسیانیدین‌های اولیگومریک، از نظر فعالیت آنتی‌اکسیدانی پنجاه بار قویتر از ویتامین E و بیست برابر قوی‌تر از ویتامین C می‌باشد. این مواد علاوه بر فعالیت آنتی‌اکسیدانی خود، بافت پیوندی، از جمله سیستم قلبی و عروقی را تقویت نموده، آن را ترمیم می‌کنند و با کاهش میزان تولید هیستامین، واکنش‌های حساسیت‌زا و التهاب‌آور را متعادل می‌سازند. با وجود این، پروآنتوسیانیدین‌های اولیگومریک در سراسر زندگی گیاهی یافت می‌شود و دو منبع اصلی آن عصاره پوست درخت کاج (پیکنوژنول) و عصاره دانه انگور می‌باشد. پیکنوژنول، نخستین منبع پروآنتوسیانیدین‌های اولیگومریک بود، و روش عصاره‌گیری آن در دهه ۱۹۵۰ به ثبت رسید. در نتیجه، هر چند پیکنوژنول نام تجارتی برای عصاره پوست درخت کاج می‌باشد، اغلب برای اشاره به منابع دیگر پروآنتوسیانیدین‌های اولیگومریک، و به خصوص عصاره دانه انگور، به‌طور غیررسمی از این نام استفاده می‌کنند.

## سلنیُم
سلنیم همیار و تقویت‌کننده اثر ویتامین E و نیز جزء ضروری آنزیم آنتی‌اکسیدانی گلوتاتیون پراکسیداز (هر مولکول از این آنزیم دارای چهار اتم سلنیم است) می‌باشد. این آنزیم پراکسید هیدروژن مضر را در بدن هدف قرار می‌دهد و آن را به آب تبدیل می‌کند؛ این عنصر، به خصوص محافظی مهم برای گلبول‌های قرمز و قلب، کبد و شش‌ها به‌شمار می‌رود. سلنیم واکنش افزایش یافته پادتن را نسبت به عفونت تحریک می‌کند.

## سوپر اکسید دیسموتاز (SOD)
سوپر اکسید دیسموتاز یک آنزیم است. این آنزیم سلول‌ها را تقویت می‌کند و میزان تخریب سلولی را کاهش می‌دهد. سوپر اکسید دیسموتاز عادی‌ترین و احتمالاً خطرناک‌ترین رادیکال آزاد، یعنی سوپر اکسید، را خنثی می‌کند. این آنزیم به بهره‌گیری بدن از روی، مس و منگنز کمک می‌کند. با بالا رفتن سن از میزان سوپر اکسید دیسموتاز کاسته می‌شود؛ در حالی که تولید رادیکال آزاد افزایش می‌یابد. در حال حاضر، توانایی این آنزیم در درمان ضد پیری مورد بررسی قرار گرفته‌است.
دو نوع سوپر اکسیداز دیسموتاز با نامهای سوپر اکسید دیسموتاز روی/ مس (Cu/Zn OSD) و سوپر اکسید دیسموتاز منگنز (Mn SOD) وجود دارد. هر یک از این آنزیمها محافظت بخش خاصی از سلول را بر عهده دارند. سوپر اکسید دیسموتاز روی/ مس از سیتوپلاسم، یعنی محلی که رادیکالهای آزاد بر اثر فعالیت‌های متابولیکی گوناگون تولید می‌گردند، محافظت می‌نماید. سوپر اکسید دیسموتاز منگنز (Mn OSD) در حفاظت از میتوکندری سلول‌ها که حاوی اطلاعات ژنتیکی سلول‌ها بوده و در حکم محل تولید انرژی سلولی می‌باشد، مؤثر است. آنزیم سوپر اکسید دیسموتاز به‌طور طبیعی در علف جو، کلم بروکلی، کلم فندوقی، کلم، مَرغ خزنده (گندمی) و اغلب گیاهان سبز یافت می‌شود. این آنزیم به صورت مکمل نیز موجود می‌باشد. مکملهای سوپر اکسید دیسموتاز که به صورت قرص در دسترس هستند، باید دارای پوشش گوارشی باشند، یعنی روکش آن دارای ماده محافظی باشد تا قرص از میان اسید معده عبور کند و بدون هیچ تغییری در داخل روده کوچک جذب شود.

## ویتامین A و بتا- کاروتن
ویتامین A و ماده سازنده اولیه آن، بتا- کاروتن، سرکوبگرهای قوی رادیکال آزاد می‌باشند. از این گذشته، ویتامین A برای سلامتی پوست و غشاهای مخاطی، که اولین خط دفاعی بدن در مقابل هجوم میکرواورگانیسم‌ها و مواد سمی می‌باشد، ضروری است و باعث بالاترین واکنش ایمنی بدن می‌گردد. بتا- کاروتن و ویتامین A، کارسینوژن‌ها (مواد سرطان‌زا) را از بین می‌برند، در مقابل بیماری قلبی و سکته مغزی از بدن محافظت می‌کنند و میزان کلسترول را پایین می‌آورند.

## ویتامین C
ویتامین C، آنتی‌اکسیدانی بسیار قوی است که از آنتی‌اکسیدان‌های دیگری، مانند ویتامین E، محافظت می‌کند. با مصرف مقدار قابل ملاحظه‌ای ویتامین C، می‌توان از سلول‌های مغز و نخاع، که اغلب در معرض آسیب رادیکال آزاد می‌باشند، محافظت کرد. با وجود بیوفلاوونوئیدی به نام هیسپریدین، ویتامین C به عنوان سرکوبگر رادیکال آزاد قویتری عمل می‌کند. علاوه بر نقش ویتامین C به عنوان آنتی‌اکسیدان، این ماده بسیاری از مواد زیان‌آور را برطرف می‌کند و نقش مهمی در ایمن‌سازی بر عهده دارد. ویتامین C تولید اینترفرون- ماده ضد ویروسی طبیعی که بدن می‌سازد- را افزایش می‌دهد و فعالیت سلول‌های ایمنی اصلی را تحریک می‌کند.

## ویتامین E
ویتامین E، آنتی اُکسیدانی قوی است که از اُکسیداسیون لیپیدها جلوگیری می‌کند. چون غشاهای سلولی از لیپیدها تشکیل شده‌اند، این امر به‌طور مؤثری از فاسد شدن لایه‌های محافظ سلول‌ها که در اثر حمله رادیکالهای آزاد به وجود می‌آید، جلوگیری می‌کند. علاوه بر این، ویتامین E، بهره‌گیری از اکسیژن را بهبود می‌بخشد، واکنش ایمنی بدن را افزایش می‌دهد، در پیشگیری از بیماری آب مروارید، که بر اثر حمله رادیکالهای آزاد به وجود می‌آید، نقش دارد، و خطر ابتلا به بیماری سرخرگ کرونر را کاهش می‌دهد. مدارک جدید نشان می‌دهد که فلز روی برای حفظ غلظت طبیعی ویتامین E در خون ضروری می‌باشد. سلنیُم میزان جذب ویتامین E را افزایش می‌دهد. بهتر است این دو ماده مغذّی را با هم مصرف کرد.

## روی
فلز روی علاوه برداشتن خواص آنتی‌اکسیدانی در خود، جزء سازنده آنزیم آنتی‌اکسیدان سوپر اکسید دیسموتاز (SOD) می‌باشد. این عنصر، برای حفظ کامل میزان ویتامین E در خون لازم است و به جذب ویتامین A کمک می‌کند. کارهای مهم دیگر این عنصر معدنی، شامل کمک به سلامت غدد و دستگاه تناسلی و عملکرد صحیح دستگاه ایمنی بدن می‌باشد.

## پیکنوژنول
به مبحث پروآنتوسیانیدین‌های اولیگومریک (OPCs)، در همین مقاله مراجعه گردد.

## عصاره دانه انگور
به مبحث پروآنتوسیانیدین‌های اولیگومریک (OPCs)، در همین مقاله مراجعه شود.